# 埃尔克霍恩城 (肯塔基州)
埃尔克霍恩城（英語：Elkhorn City），是美国肯塔基州的一座城市。建立于1912年，面积约为6.7平方公里（2.6平方英里）。根据2010年美国人口普查，该市的人口为982人。